# Мишел Азанависиюс
Мишел Азанависиюс (на френски: Michel Hazanavicius) е френски режисьор, сценарист и продуцент, носител на награда „Оскар“, две награди „Сезар“ и две награди на БАФТА, номиниран е за две награди „Златен глобус“. Най-известен е с режисурата на черно-белия филм „Артистът“.

## Биография
Мишел Азанависиюс е роден на 29 март 1967 г. в Париж, Франция.

## Филмография

### Режисьор
| година | филм                               | оригинално заглавие              | бележки |
| ------ | ---------------------------------- | -------------------------------- | ------- |
| 1993   | Американската класа                | La Classe américaine             | ТВ филм |
| 2006   | Агент 117: Кайро, гнездо на шпиони | OSS 117: Le Caire, nid d'espions |         |
| 2009   | Агент 117: Изгубен в Рио           | OSS 117: Rio ne répond plus      |         |
| 2011   | Артистът                           | The Artist                       |         |
| 2012   | Играчите                           | Les Infidèles                    |         |
| 2014   | Търсенето                          | The Search                       |         |
| 2017   | Страховито                         | Le Redoutable                    |         |